# Равази, Джанфранко
Джанфранко Равази (итал. Gianfranco Ravasi; род. 18 октября 1942, Мерате, Италия) — итальянский куриальный кардинал. Титулярный архиепископ Вильяманья ин Прокунсолари с 3 сентября 2007 по 20 ноября 2010. Председатель Папского совета по культуре с 3 сентября 2007 по 5 июня 2022. Председатель Папской комиссии по культурному наследию Церкви с 3 сентября 2007 по 30 июня 2012. Председатель Папской комиссии по священной археологии с 3 сентября 2007. Кардинал-дьякон с титулярной диаконией Сан-Джорджо-ин-Велабро с 20 ноября 2010 по 3 мая 2021. Кардинал-священник с титулярной диаконией pro hac vice Сан-Джорджо-ин-Велабро с 3 мая 2021. 

## Ранние годы
Старший из троих детей, Джанфранко Равази родился 18 октября 1942 года в городе Мерате провинции Лекко. Его мать была школьной учительницей. Его отец был антифашистским налоговым чиновником, служил на Сицилии во время Второй мировой войны, но позже покинул армию; ему потребовалось 18 месяцев, чтобы вернуться к своей семье. Равази позднее скажет: «Мой поиск всегда был для чем-то постоянным, за то, что стоит за временным, случайным. Я борюсь с утратой и смертью, которые, вероятно, связаны с отсутствием отца в мои ранние годы».

## Рукоположение
Рукоположён в священники в Миланском архидиоцезе 28 июня 1966 года кардиналом Джованни Коломбо.

## Научная деятельность
Равази — автор нескольких книг по библейской экзегетике, популяризатор Священного Писания. Занимал должность профессора экзегетики на теологическом факультете Милана.
В 1989 году занял пост префекта Амброзианской Библиотеки в Милане.

## Кандидат в епископы
В 2005 году, согласно Сандро Маджистеру, Равази был ведущим кандидатом на пост епископа Ассизи, но Конгрегация по делам епископов сняла его кандидатуру после того, как Равази написал статью о Пасхе в газете Il Sole 24 Ore, в которой его заявление: «Он не воскрес, Он возник», что рассматривалось в качестве потенциальной ереси. Тем не менее, в 2007 году по приглашению Папы Бенедикта XVI он написал размышления для богослужения Крестного пути во главе с Папой в Страстную Пятницу в Колизее.

## На куриальных постах
2 сентября 2007 года он был назначен председателем Папского совета по культуре, председателем Папской комиссии по культурному наследию Церкви и председателем Папской комиссии по священной археологии. 29 сентября он был хиротоносан в сан епископа папой римским Бенедиктом XVI с достоинством титулярного архиепископа Вильяманья ин Прокунсолари.

## Кардинал
20 октября 2010 года в ходе генеральной аудиенции на площади Святого Петра папа римский Бенедикт XVI объявил о назначении 24 новых кардиналов, среди них и Джанфранко Равази. Согласно традиции архиепископ Равази будет возведен в сан кардинала-дьякона на этой консистории.
20 ноября 2010 года состоялась консистория на которой кардиналу Джанфранко Равази была возложена кардинальская шапка и он стал кардиналом-дьяконом с титулярной диаконией Сан-Джорджо-ин-Велабро. А 21 ноября состоялась торжественная Месса по случаю вручения кардинальских перстней.

## Конклав 2013 года
Участник Конклава 2013 года.
На Конклаве 2013 года кардинал Равази вошёл в список основных папабилей. Хотя Равази и рассматривался как папабиль, но Конклав тем не менее избрал новым папой кардинала Хорхе Марио Бергольо.
3 мая 2021 года возведён в сан кардинала-священника с титуярной диаконией pro hac vice Сан-Джорджо-ин-Велабро.

## Награды
- Большой крест ордена Звезды Италии (28 мая 2020 года, Италия)[9].
- Большой крест ордена Звезды Румынии (2008 год, Румыния)[10].
- Командор ордена Почётного легиона (2 февраля 2017 года, Франция)[11].
- Кавалер Большого Креста со звездой и плечевой лентой ордена «За заслуги перед Федеративной Республикой Германия» (6 декабря 2019 года, Германия)[12].
- Орден «Дружба» (4 ноября 2013 года, Азербайджан) — за заслуги в развитии культурных связей между Азербайджанской Республикой и Государством Ватикан[13].